# Cai Zhenhua
Cai Zhenhua, Chinees: 蔡振华, (3 september 1961, Wuxi, China) is een voormalig Chinees professioneel tafeltennisser. Cai is zijn achternaam.

## Belangrijkste resultaten
- WK
  -  Goud met het Chinese team in 1981 in Novi Sad.
  -  Goud met het Chinese team in 1983 in Tokio.
  -  Goud op de mannendubbel in 1981 in Novi Sad met Li Zhenshi.
  -  Goud op de gemengd dubbel in 1985 in Göteborg met Cao Yanhua.
  -  Zilver in het enkelspel in 1981 in Novi Sad.
  -  Zilver in het enkelspel in 1983 in Tokio.
  -  Brons op de gemengd dubbel in 1983 in Tokio met Cao Yanhua.
  -  Brons op de mannendubbel in 1985 in Göteborg met Jiang Jialiang.

- Gemeinsame Normdatei: 1154605752
- Virtual International Authority File: 41152138513010981054